# Вапцаров, Йонко
Йонко Вапцаров (настоящее имя Иван Николов Вапцаров; 1880, Банско, Османская империя — 17 января 1939, София, Болгария) — болгарский революционер, один из руководителей ВМРО. Отец Николы Вапцарова.

## Биография
Иван (Йонко) Вапцаров родился в 1880 г. в Банско Османской империи. По окончании 6 класса вступил в ВМРО и к 20 годам стал руководителем её местного отделения.
Во время Первой Балканской войны Иван Вапцаров, Христо Чернопеев, Пейо Яворов и Лазарь Колчагов руководят освобождением Банско, Мехомии (ныне Разлог) и Кавалы. Иван Вапцаров, областной руководитель ВМОРО, становится личным другом царя Фердинанда I.
После Первой мировой войны Иван Вапцаров участвует в восстановлении ВМРО. Однако вступает в конфликт со сторонниками Ивана Михайлова после убийства Александра Протогерова в 1928 г. Правые в ВМРО планируют убийство Ивана Вапцарова и в 1929 г. он эмигрирует в Нью-Йорк. Возвращается в Болгарию в 1930 г.